# GET-ligaen 2009/10
Die Saison 2009/10 war die insgesamt 71. Austragung der norwegischen Eishockeyliga und die vierte unter der Bezeichnung GET-ligaen. Titelverteidiger war Vålerenga Ishockey, der jedoch im Finale den Stavanger Oilers unterlagen.

## Teilnehmerfeld und Modus
Die Zahl der Teilnehmer reduzierte sich nach der Vorsaison von zehn auf neun, wofür der Konkurs von IK Comet hauptverantwortlich zeichnete. Dieser hatte zwar die Playdowns der Saison 2008/09 gewinnen können, war anschließend aber nicht in der Lage gewesen, den Spielbetrieb zu sichern und hatte sich im Oktober aus der Meisterschaft zurückziehen müssen. Furuset Ishockey hatte die letztjährigen Playdowns verloren und war abgestiegen. Im Gegenzug war Manglerud Star in die höchste Spielklasse aufgestiegen.
Gespielt wurde im Grunddurchgang eine dreifache Hin- und Rückrunde, was insgesamt achtundvierzig Spiele für jede Mannschaft ergab. Die besten acht der neun Clubs qualifizierten sich für die Playoffs, die in Form von Viertelfinale, Halbfinale und Finale jeweils als Best-of-Seven-Serien ausgetragen wurden. Der letztplatzierte des Grunddurchgangs trat in Playdowns gegen Mannschaften aus der 1. divisjon an.

## Grunddurchgang

### Tabelle nach dem Grunddurchgang
|   | Mannschaft         | Sp | S  | OTS | SOS | OTN | SON | N  | Pkt | %  | T   | GT  | Str | Heim     | Gast     |
| - | ------------------ | -- | -- | --- | --- | --- | --- | -- | --- | -- | --- | --- | --- | -------- | -------- |
| 1 | Vålerenga Ishockey | 48 | 25 | 6   | 3   | 2   | 3   | 9  | 98  | 68 | 162 | 107 | 840 | 16-4-3-1 | 9-5-2-8  |
| 2 | Sparta Warriors    | 48 | 26 | 1   | 0   | 3   | 3   | 15 | 86  | 60 | 161 | 122 | 800 | 16-0-2-6 | 10-1-4-9 |
| 3 | Stavanger Oilers   | 48 | 24 | 1   | 0   | 0   | 6   | 17 | 82  | 57 | 132 | 128 | 717 | 12-1-3-8 | 12-0-3-9 |
| 4 | Lørenskog IK       | 48 | 20 | 1   | 7   | 3   | 2   | 15 | 81  | 56 | 166 | 155 | 902 | 10-5-3-6 | 10-3-2-9 |
| 5 | Lillehammer IK     | 48 | 21 | 2   | 1   | 3   | 1   | 20 | 73  | 51 | 151 | 137 | 985 | 13-2-1-8 | 8-1-3-12 |
| 6 | Stjernen           | 48 | 13 | 3   | 5   | 3   | 2   | 22 | 60  | 42 | 134 | 170 | 883 | 8-5-3-8  | 5-3-2-14 |
| 7 | Manglerud Star     | 48 | 16 | 0   | 3   | 3   | 2   | 24 | 59  | 41 | 133 | 154 | 783 | 9-0-1-14 | 7-3-4-10 |
| 8 | Storhamar Dragons  | 48 | 16 | 4   | 2   | 0   | 3   | 23 | 58  | 40 | 154 | 160 | 600 | 7-5-1-11 | 9-1-2-12 |
| 9 | Frisk Tigers       | 48 | 12 | 2   | 2   | 3   | 1   | 28 | 51  | 35 | 121 | 181 | 911 | 8-1-3-12 | 4-3-1-16 |

Abkürzungen: Sp = Spiele, S = Siege, OTS = Siege nach Verlängerung, SOS = Siege nach Penaltyschießen, OTN = Niederlagen nach Verlängerung, SON = Niederlagen nach Penaltyschießen, N = Niederlagen, Pkt = Punkte, T = Tore, GT = Gegentore, Str = Strafen, (M) = Titelverteidiger

Erläuterungen:

### Statistiken

#### Topscorer
| Rang | Spieler                | Team        | GP | G  | A  | PTS | +/- | PIM | PPG | PPA | SHG | SHA | GWG | SOG | SG%  |
| ---- | ---------------------- | ----------- | -- | -- | -- | --- | --- | --- | --- | --- | --- | --- | --- | --- | ---- |
| 1    | Tomi Pöllänen          | Lillehammer | 48 | 28 | 41 | 69  | +19 | 70  | 4   | 22  | 2   | 2   | 2   | 235 | .119 |
| 2    | Jonas Solberg Andersen | Sparta      | 46 | 29 | 37 | 66  | +19 | 26  | 11  | 15  | 1   | 0   | 4   | 176 | .165 |
| 3    | Marco Charpentier      | Lørenskog   | 47 | 35 | 29 | 64  | +9  | 46  | 12  | 10  | 0   | 0   | 6   | 203 | .172 |
| 4    | Knut Henrik Spets      | Vålerenga   | 47 | 26 | 36 | 62  | +23 | 32  | 8   | 13  | 0   | 0   | 6   | 174 | .149 |
| 5    | Alexander Larsson      | Sparta      | 48 | 22 | 38 | 60  | +15 | 24  | 7   | 22  | 0   | 0   | 6   | 139 | .158 |
| 6    | Pål Johnsen            | Storhamar   | 48 | 17 | 41 | 58  | 0   | 26  | 5   | 15  | 1   | 2   | 5   | 94  | .181 |
| 7    | Anders Fredriksen      | Vålerenga   | 45 | 17 | 41 | 58  | +25 | 26  | 4   | 16  | 0   | 0   | 4   | 89  | .191 |
| 8    | Martin Hansen          | Manglerud   | 47 | 22 | 31 | 53  | +10 | 10  | 9   | 15  | 2   | 1   | 4   | 139 | .158 |
| 9    | Fredrik Abrahamsson    | Lillehammer | 46 | 19 | 33 | 52  | +4  | 18  | 4   | 14  | 4   | 0   | 4   | 134 | .142 |
| 10   | Justin Bostrom         | Manglerud   | 46 | 21 | 29 | 50  | +17 | 61  | 6   | 9   | 1   | 1   | 4   | 177 | .119 |

#### Torhüter
| Rang | Spieler            | Team        | GP | MIP     | W  | T | L  | SO | GA  | GAA  | SVS  | SVS% |
| ---- | ------------------ | ----------- | -- | ------- | -- | - | -- | -- | --- | ---- | ---- | ---- |
| 1    | Patrick DesRochers | Vålerenga   | 47 | 2860:40 | 33 | 0 | 14 | 2  | 100 | 2.10 | 1110 | 91.7 |
| 2    | Antti Ore          | Oilers      | 41 | 2417:44 | 21 | 0 | 18 | 4  | 93  | 2.31 | 997  | 91.5 |
| 3    | Phil Osaer         | Sparta      | 46 | 2768:45 | 27 | 0 | 19 | 4  | 111 | 2.41 | 1261 | 91.9 |
| 4    | Alexander Bergh    | Lillehammer | 39 | 2244:12 | 20 | 0 | 18 | 1  | 99  | 2.65 | 902  | 90.1 |
| 5    | Ruben Smith        | Storhamar   | 38 | 2177:33 | 17 | 0 | 19 | 0  | 104 | 2.87 | 1049 | 91.0 |
| 6    | Lars Haugen        | Lørenskog   | 45 | 2680:36 | 26 | 0 | 17 | 3  | 136 | 3.04 | 1159 | 89.5 |
| 7    | Linus Fernström    | Manglerud   | 47 | 2754:08 | 19 | 0 | 26 | 1  | 140 | 3.05 | 1255 | 90.0 |
| 8    | Pål Grotnes        | Stjernen    | 37 | 2143:28 | 19 | 0 | 17 | 1  | 112 | 3.14 | 1071 | 90.5 |
| 9    | Jimmy Danielsson   | Frisk       | 45 | 2545:23 | 14 | 0 | 30 | 1  | 146 | 3.44 | 1218 | 89.3 |

## Playoffs
Die Begegnungen der Playoff-Serien wurden durch ein eingeschränktes Wahlverfahren ermittelt. Der Bestplatzierte des Grunddurchgangs durfte seinen Viertelfinal-Gegner unter den Clubs auf den Rängen sieben und acht wählen. Der Zweitplatzierte zwischen dem übriggebliebenen Team und dem sechstplatzierten usw. Dieses Verfahren wurde auch im Halbfinale angewandt.

### Playoff-Baum
| Viertelfinale | Viertelfinale      | Viertelfinale     |   |                    | Halbfinale | Halbfinale | Halbfinale |  |  | Finale | Finale | Finale |
|               |                    |                   |   |                    |            |            |            |  |  |        |        |        |
| 1             | Vålerenga Ishockey | 4                 |   |                    |            |            |            |  |  |        |        |        |
| 7             | Manglerud Star     | 1                 |   |                    |            |            |            |  |  |        |        |        |
| 7             | Manglerud Star     | 1                 | 1 | Vålerenga Ishockey | 4          |            |            |  |  |        |        |        |
|               |                    |                   | 1 | Vålerenga Ishockey | 4          |            |            |  |  |        |        |        |
|               | 8                  | Storhamar Dragons | 1 |                    |            |            |            |  |  |        |        |        |
| 4             | 8                  | Storhamar Dragons | 1 | Lørenskog IK       | 1          |            |            |  |  |        |        |        |
| 4             |                    |                   |   | Lørenskog IK       | 1          |            |            |  |  |        |        |        |
| 8             | Storhamar Dragons  | 4                 |   |                    |            |            |            |  |  |        |        |        |
| 8             | Storhamar Dragons  | 4                 | 1 | Vålerenga Ishockey | 2          |            |            |  |  |        |        |        |
|               |                    |                   |   | Vålerenga Ishockey | 2          |            |            |  |  |        |        |        |
|               | 3                  | Stavanger Oilers  | 4 |                    |            |            |            |  |  |        |        |        |
| 2             | 3                  | Stavanger Oilers  | 4 | Sparta Warriors    | 4          |            |            |  |  |        |        |        |
| 2             |                    |                   |   | Sparta Warriors    | 4          |            |            |  |  |        |        |        |
| 6             | Stjernen Hockey    | 2                 |   |                    |            |            |            |  |  |        |        |        |
| 6             | Stjernen Hockey    | 2                 | 2 | Sparta Warriors    | 2          |            |            |  |  |        |        |        |
|               |                    |                   | 2 | Sparta Warriors    | 2          |            |            |  |  |        |        |        |
|               | 3                  | Stavanger Oilers  | 4 |                    |            |            |            |  |  |        |        |        |
| 3             | 3                  | Stavanger Oilers  | 4 | Stavanger Oilers   | 4          |            |            |  |  |        |        |        |
| 3             |                    |                   |   | Stavanger Oilers   | 4          |            |            |  |  |        |        |        |
| 5             | Lillehammer IK     | 2                 |   |                    |            |            |            |  |  |        |        |        |

### Viertelfinale
| Serie                                       | Endstand | Spiel 1 | Spiel 2 | Spiel 3 | Spiel 4   | Spiel 5 | Spiel 6 | Spiel 7 |
| ------------------------------------------- | -------- | ------- | ------- | ------- | --------- | ------- | ------- | ------- |
| Vålerenga Ishockey (7) – Manglerud Star (7) | 4:1      | 6:2     | 4:3     | 4:1     | 1:5       | 4:3     | –       | –       |
| Sparta Warriors (2) – Stjernen (6)          | 4:2      | 2:4     | 4:1     | 3:1     | 2:3       | 4:1     | 2:1     | –       |
| Stavanger Oilers (3) – Lillehammer IK (5)   | 4:2      | 5:4     | 0:2     | 5:0     | 2:3 n. V. | 6:0     | 1:0     | –       |
| Lørenskog IK (4) – Storhamar Dragons (8)    | 1:4      | 4:2     | 1:4     | 2:4     | 3:4       | 2:4     | –       | –       |

### Halbfinale
| Serie                                          | Endstand | Spiel 1 | Spiel 2   | Spiel 3 | Spiel 4   | Spiel 5 | Spiel 6 | Spiel 7 |
| ---------------------------------------------- | -------- | ------- | --------- | ------- | --------- | ------- | ------- | ------- |
| Vålerenga Ishockey (7) – Storhamar Dragons (8) | 4:1      | 1:2     | 1:0       | 4:1     | 10:0      | 3:0     | –       | –       |
| Sparta Warriors (2) – Stavanger Oilers (3)     | 2:4      | 1:3     | 3:4 n. V. | 3:2     | 4:3 n. V. | 2:3     | 3:2     | –       |

### Finale
| Serie                                         | Endstand | Spiel 1   | Spiel 2 | Spiel 3 | Spiel 4   | Spiel 5   | Spiel 6 | Spiel 7 |
| --------------------------------------------- | -------- | --------- | ------- | ------- | --------- | --------- | ------- | ------- |
| Vålerenga Ishockey (7) – Stavanger Oilers (3) | 2:4      | 5:4 n. V. | 3:4     | 5:0     | 1:2 n. V. | 2:3 n. V. | 0:4     | –       |

### Statistiken

#### Topscorer
| Rang | Spieler                 | Team      | GP | G  | A  | PTS | +/- | PIM | PPG | PPA | SHG | SHA | GWG | SOG | SG%  |
| ---- | ----------------------- | --------- | -- | -- | -- | --- | --- | --- | --- | --- | --- | --- | --- | --- | ---- |
| 1    | Martin Strandfeldt      | Oilers    | 18 | 13 | 8  | 21  | +7  | 24  | 8   | 1   | 0   | 1   | 5   | 60  | .217 |
| 2    | Robert Bina             | Oilers    | 18 | 4  | 16 | 20  | +6  | 4   | 4   | 8   | 0   | 0   | 0   | 71  | .056 |
| 3    | Anders Fredriksen       | Vålerenga | 16 | 6  | 11 | 17  | +10 | 4   | 2   | 4   | 0   | 0   | 0   | 33  | .182 |
| 4    | Juha-Pekka Loikas       | Oilers    | 18 | 3  | 14 | 17  | +5  | 22  | 0   | 9   | 0   | 0   | 0   | 46  | .065 |
| 5    | Christian Dahl Andersen | Oilers    | 18 | 10 | 5  | 15  | +5  | 2   | 2   | 2   | 0   | 0   | 1   | 37  | .270 |

#### Torhüter
| Rang | Spieler            | Team        | GP | MIP     | W  | L | SO | GA | GAA  | SVS | SVS% |
| ---- | ------------------ | ----------- | -- | ------- | -- | - | -- | -- | ---- | --- | ---- |
| 1    | Patrick DesRochers | Vålerenga   | 16 | 992:28  | 10 | 6 | 4  | 32 | 1.93 | 363 | 91.9 |
| 2    | Antti Ore          | Oilers      | 18 | 1107:55 | 12 | 6 | 4  | 39 | 2.11 | 440 | 91.9 |
| 3    | Phil Osaer         | Sparta      | 12 | 724:54  | 6  | 6 | 0  | 27 | 2.23 | 363 | 93.1 |
| 4    | Alexander Bergh    | Lillehammer | 4  | 217:00  | 1  | 2 | 1  | 10 | 2.76 | 90  | 90.0 |
| 5    | Pål Grotnes        | Stjernen    | 6  | 356:26  | 2  | 4 | 0  | 17 | 2.86 | 176 | 91.2 |
| 6    | Ruben Smith        | Storhamar   | 10 | 596:32  | 5  | 5 | 0  | 30 | 3.02 | 295 | 90.8 |
| 7    | Lars Haugen        | Lørenskog   | 4  | 237:59  | 1  | 3 | 0  | 14 | 3.53 | 104 | 88.1 |

## Kader des norwegischen Meisters
| Norwegischer Meister Stavanger Oilers | Torhüter: Antti Ore, Lars Volden, Marius Moltzau Verteidiger: Robbie Bina, Henrik Solberg, Dennis Løvold Sveum, Topi Lehtonen, Eirik Grafsrønningen, Juha Kaunismäki, Michael Brandasu Angreifer: Martin Strandfeldt, Loikas Juha-Pekka, Christian Dahl Andersen, Mika Suoraniemi, Fredrik Sundin, Marius Trygg, Snorre Hallem, Lars-Peder Nagel, Peter Lorentzen, Lukas Andersen David, Håvard Borhaug, Magnus Lindahl, Lotila Petteri, Morten Bakkene Cheftrainer: |

## Auszeichnungen und All-Star-Team

### All-Star-Team
- Torhüter: Patrick DesRochers (Vålerenga)
- Verteidiger: Robert Bina (Stavanger)
- Verteidiger: Regan Kelly (Vålerenga)
- Center: Anders Fredriksen (Vålerenga)
- Flügel: Tomi Pöllänen (Lillehammer)
- Flügel: Knut Henrik Spets (Vålerenga)

### Auszeichnungen
- Spieler des Jahres: Tomi Pöllänen (Lillehammer)
- Trainer des Jahres: David Livingston (Manglerud Star)
- Playoff MVP: Robert Bina (Stavanger)

## Playdowns
In den Playdowns sicherte sich Frisk Asker den Klassenerhalt. Rosenborg IK schaffte den Aufstieg und nahm als zehntes Team an der folgenden Spielzeit teil.
| Rang | Team                | Sp | S | SNV | NNV | N | Punkte |
| ---- | ------------------- | -- | - | --- | --- | - | ------ |
| 1    | Frisk Asker         | 6  | 5 | 1   | 0   | 0 | 17     |
| 2    | Rosenborg IK        | 6  | 4 | 0   | 1   | 1 | 13     |
| 3    | Grüner Ishockey     | 6  | 2 | 0   | 0   | 6 | 6      |
| 4    | Kongsvinger Knights | 6  | 0 | 0   | 0   | 6 | 0      |